# Удумян, Камо Бабиевич
Камо́ Баби́евич Удумя́н (арм. Կամո Բաբիի Ուդումյան, 25 декабря 1927, Берд, Шамшадинский район, Армянская ССР, ЗСФСР, СССР — 3 сентября 2011, Москва, Россия) — советский и армянский государственный деятель и дипломат. Министр культуры (1967—1972) и министр иностранных дел Армянской ССР (1972—1975). Чрезвычайный и полномочный посол.

## Биография
В 1950 году с отличием окончил исторический факультет Ереванского государственного университета. Доктор исторических наук.
С 1947 по 1957 год работал заместителем секретаря комсомольской организации Ереванского государственного университета, секретарем, затем первым секретарем ереванского городского комитета ВЛКСМ.
С 1957 по 1959 год — научный секретарь координационного совета Академии Наук Армянской ССР, чуть позже — научный секретарь Института истории Академии наук Армянской ССР.
С 1959 по 1962 год — первый секретарь Шамшадинского районного комитета Компартии Армении.
С 1962 года — на научной работе, в 1963 году — проректор Армянского государственного педагогического института им. Хачатура Абовяна, а с 1964 года — ректор.
С 1967 на работе в Совете Министров Армянской ССР.
В 1967—1972 годах — министр культуры Армянской ССР.
В 1972—1975 годах — министр иностранных дел Армянской ССР.
С 26 мая 1975 по 17 сентября 1979 года — чрезвычайный и полномочный посол СССР в Непале.
С 17 сентября 1979 по 7 августа 1987 года — чрезвычайный и полномочный посол СССР в Люксембурге.
В 1987 году был переведён на работу в МИД СССР и одновременно в Президиум Верховного Совета СССР, а также Советский фонд культуры.
Депутат 7-го и 8-го созывов Верховного Совета Армянской ССР (1967—1975).